# Carl Johan Frydensberg
Carl Johan Frydensberg (1. december 1835 – 18. marts 1904) var en dansk embedsmand og komponist.
Han var adoptivsøn af universitetskvæstor Christian Offer Frydensberg og blev selv i 1854 ansat i universitetets Kvæstur som kasserer. Han var dog også uddannet i musik af bl.a. Johan Christian Gebauer og forsøgte sig på flere måder som komponist. Mindst 2 større kompositioner af ham, Scene af Amor og Psyche og Agnete og Havmanden, begge for soli, kor og orkester, blev opført i Cæciliaforeningen. Derudover skrev han flere kantater, f.eks. Bryllupskvad for klaver og mandskvartet, og en opera.